# Президентские выборы в Чили (1952)
Президентские выборы в Чили проходили 4 сентября 1952 года. Новым президентом стал независимый кандидат Карлос Ибаньес дель Кампо, получивший 47% голосов избирателей и 92% в Национальном Конгрессе.

## Избирательная система
Выборы проходили по абсолютной мажоритарной системе, по которой кандидат, получивший более 50% голосов, считался избранным. В случае, если ни один из кандидатов не набирал более 50% голосов, собрание Национального Конгресса на общей сессии голосовало за двух кандидатов, набравших наибольшее число голосов. Так же как и на предыдущих выборах, основной кандидат набрал менее 50% голосов и потребовалась сессия парламента для того, чтобы подтвердить результаты выборов.

## Результаты
| Кандидат                                                                                       | Партия                              | Всенародное голосование | Всенародное голосование | Парламентское голосование | Парламентское голосование |
| Кандидат                                                                                       | Партия                              | Голоса                  | %                       | Голоса                    | %                         |
| ---------------------------------------------------------------------------------------------- | ----------------------------------- | ----------------------- | ----------------------- | ------------------------- | ------------------------- |
| Карлос Ибаньес дель Кампо                                                                      | беспартийный                        | 446 439                 | 46,8                    | 132                       | 91,7                      |
| Артуро Матте Ларраин                                                                           | Либеральная партия                  | 265 357                 | 27,8                    | 12                        | 8,3                       |
| Педро Энрике Альфонсо Барриос                                                                  | Радикальная партия                  | 190 360                 | 20,0                    |                           |                           |
| Сальвадор Альенде                                                                              | Социалистическая партия             | 51 975                  | 5,5                     |                           |                           |
| Недействительные/пустые бюллетени                                                              | Недействительные/пустые бюллетени   | 2 971                   | –                       | 30                        | –                         |
| Всего                                                                                          | Всего                               | 957 102                 | 100                     | 174                       | 100                       |
| Зарегистрированных избирателей/Явка                                                            | Зарегистрированных избирателей/Явка | 1 105 029               | 86,6                    | 192                       | 90,6                      |
| Источник: Nohlen, Chilean Electoral Database Архивная копия от 3 марта 2016 на Wayback Machine |                                     |                         |                         |                           |                           |